# Northeast Airlines (Vereinigte Staaten)
Northeast Airlines (ursprünglich Boston-Maine Airways) war eine US-amerikanische Fluggesellschaft, die am 1. August 1972 in Delta Air Lines aufgegangen ist.

## Geschichte

### Gründung und erste Jahre

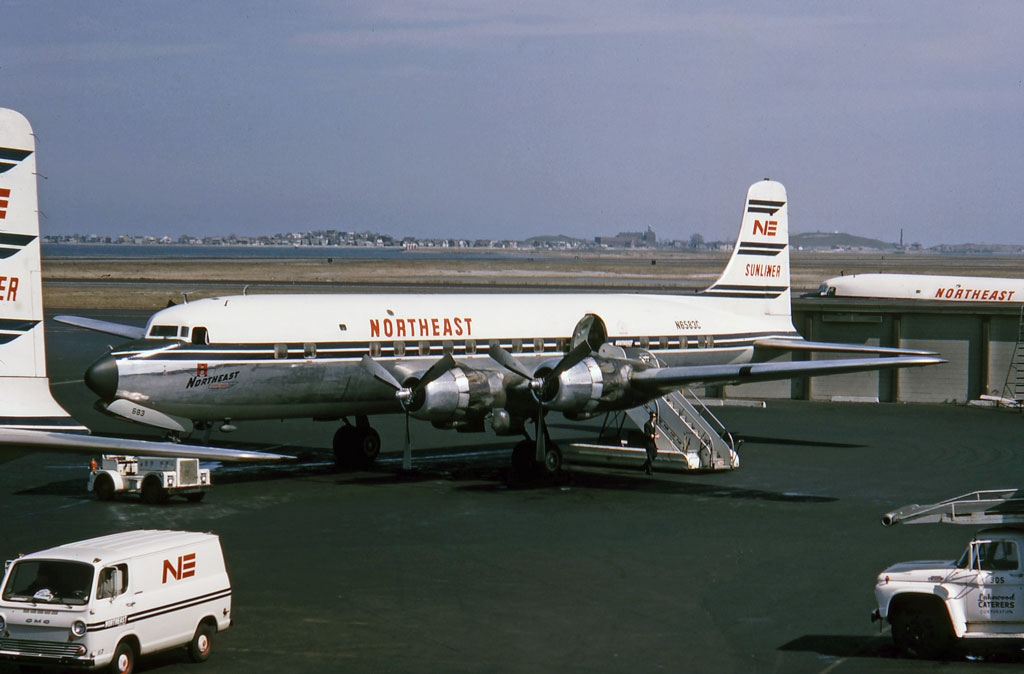
Im Jahr 1956 stellte Northeast ihre ersten Douglas DC-6 in Dienst

Das Unternehmen wurde am 20. Juli 1931 von den Eisenbahngesellschaften Boston and Maine Railroad und Maine Central Railroad unter dem Namen Boston-Maine Airways gegründet. Die Aufnahme des Flugbetriebs erfolgte am 1. August 1931 im Auftrag von Pan American Airways (Pan Am) zwischen Bangor und Boston. Die Linienroute wurde mit Zwischenstopp in Portland absolviert und mit Maschinen des Typs Fokker F-10 beflogen. Nur zwei Monate später stellte Boston-Maine Airways ihren Betrieb wieder ein, nachdem Pan Am die Zusammenarbeit aufgekündigt hatte. Das ruhende Unternehmen ging im Jahr 1933 eine Kooperation mit der Fluggesellschaft National Airways ein, die der Canadian National Railway gehörte. Für National Airways wurde der Betrieb am 11. August 1933 auf der Linienstrecke von Boston nach Bangor mit acht Maschinen des Typs Stinson SM-6000 erneut aufgenommen.
Central Vermont Airways, ein weiteres Tochterunternehmen der Canadian National Railway, führte ab dem 27. August 1933 ähnliche Auftragsflüge für National Airways durch. Infolgedessen arbeiteten Boston-Maine Airways und Central Vermont Airways im Anschluss eng zusammen und stimmten ihre Flugpläne aufeinander ab. Das von Boston ausgehende Streckennetz der zwei Gesellschaften in die Bundesstaaten Maine, New Hampshire und Vermont wurde bis Mitte der 1930er-Jahre zunehmend verdichtet. Zudem richtete Central Vermont Airways am 20. März 1934 eine internationale Linienverbindung nach Montreal (Kanada) ein.
Boston-Maine Airways erwarb im Jahr 1937 die Mehrheitsbeteiligungen an den Fluggesellschaften Central Vermont Airways und National Airways, die daraufhin mit ihr zusammengeschlossen wurden. Hieraus ging die Boston-Maine & Central Vermont Airways hervor. Ab Ende der 1930er-Jahre kamen Maschinen des Typs Lockheed Model 10 "Electra" zum Einsatz.

### Umfirmierung zu Northeast Airlines
Boston-Maine & Central Vermont Airways wurde am 19. November 1940 zur Northeast Airlines umfirmiert. Ein Jahr später stellte die Gesellschaft ihre ersten Douglas DC-3 in Dienst. Während des Zweiten Weltkriegs führte Northeast Airlines neben regionalen Linienflügen auch Schulungen für militärische Ausbildungspiloten sowie transatlantische Charterflüge für das Air Transport Command nach Island und Schottland durch. Die Gesellschaft erhielt im Jahr 1945 Linienflugrechte zwischen Boston und New York und betrieb ihre Douglas DC-3 ab 1946 im Stundentakt auf dieser Strecke.
Mitte der 1950er-Jahre bekam Northeast Airlines zunächst zeitlich befristete Streckenrechte für Linienflüge von Boston über New York, Philadelphia, Baltimore, Tampa und Jacksonville nach Miami. Die Route wurde ab 1956 mit Maschinen des Typs Douglas DC-6B beflogen. Das erste Düsenflugzeug der Gesellschaft war eine im Jahr 1959 von der Trans World Airlines (TWA) geleaste Boeing 707. Ab 1960 setzte Northeast Airlines langfristig geleaste Convair CV-880 auf ihren Flügen nach Florida ein. Die Luftfahrtbehörde Civil Aeronautics Board entzog dem Unternehmen im Jahr 1962 die Linienrechte für diese Route, wogegen die Gesellschaft klagte. Nach einem mehrjährigen Rechtsstreit erhielt Northeast Airlines im Jahr 1967 unbefristete Streckenrechte nach Florida zugesprochen. Ab 1968 wurden internationale Verbindungen zu den Bahamas und ab 1969 zu den Bermudas angeboten. Zudem richtete die Gesellschaft am 1. Oktober 1969 ihre erste transkontinentale Linienverbindung zwischen Miami und Los Angeles ein.
Der Medienkonzern Storer Broadcasting erwarb im Jahr 1965 die Mehrheitsbeteiligung an Northeast Airlines. Im selben Jahr wurden die ersten Boeing 727-100 in Dienst gestellt und die älteren Maschinen der Typen Douglas DC-3 (bis 1966) und DC-6 (bis 1968) schrittweise ausgemustert. Das Unternehmen führte im Jahr 1966 eine neue Corporate Identity ein, wobei die Flugzeuge eine gelb-weiße Farbgebung erhielten (bezeichnet als „Yellobird“). Am 29. Dezember 1966 übernahm die Gesellschaft übergangsweise eine Douglas DC-9-15. Die Auslieferung der ersten Douglas DC-9-31 erfolgte am 5. Mai 1967. Northeast Airlines war zudem Erstkunde für die verlängerte Boeing 727-200, welche ab Januar 1968 zum Einsatz kam.

### Finanzielle Schwierigkeiten und Fusion
Ende der 1960er-Jahre geriet die Gesellschaft in finanzielle Schwierigkeiten, die im Frühjahr 1970 zu ersten Übernahmeverhandlungen mit Northwest Airlines führten. Gleichzeitig stornierte das Unternehmen eine Bestellung von vier Großraumflugzeugen des Typs Lockheed L-1011. Am 1. August 1972 wurde Northeast Airlines von Delta Air Lines aufgekauft und im Anschluss mit dieser fusioniert.

## Flotte

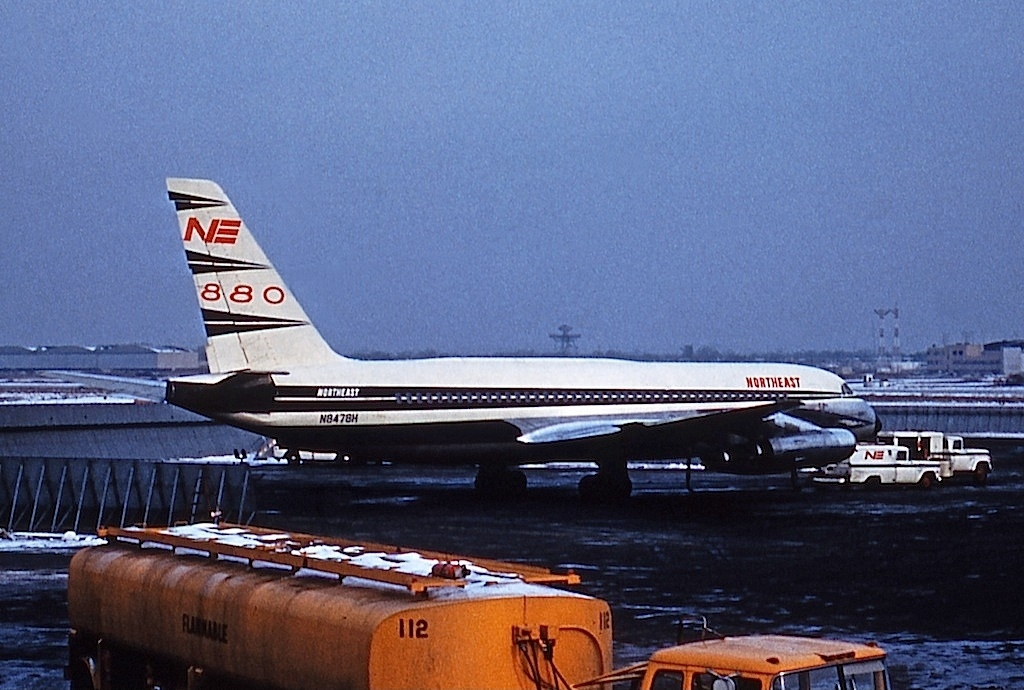
Northeast Airlines setzte ab 1960 geleaste Convair CV-880 auf Flügen nach Florida ein

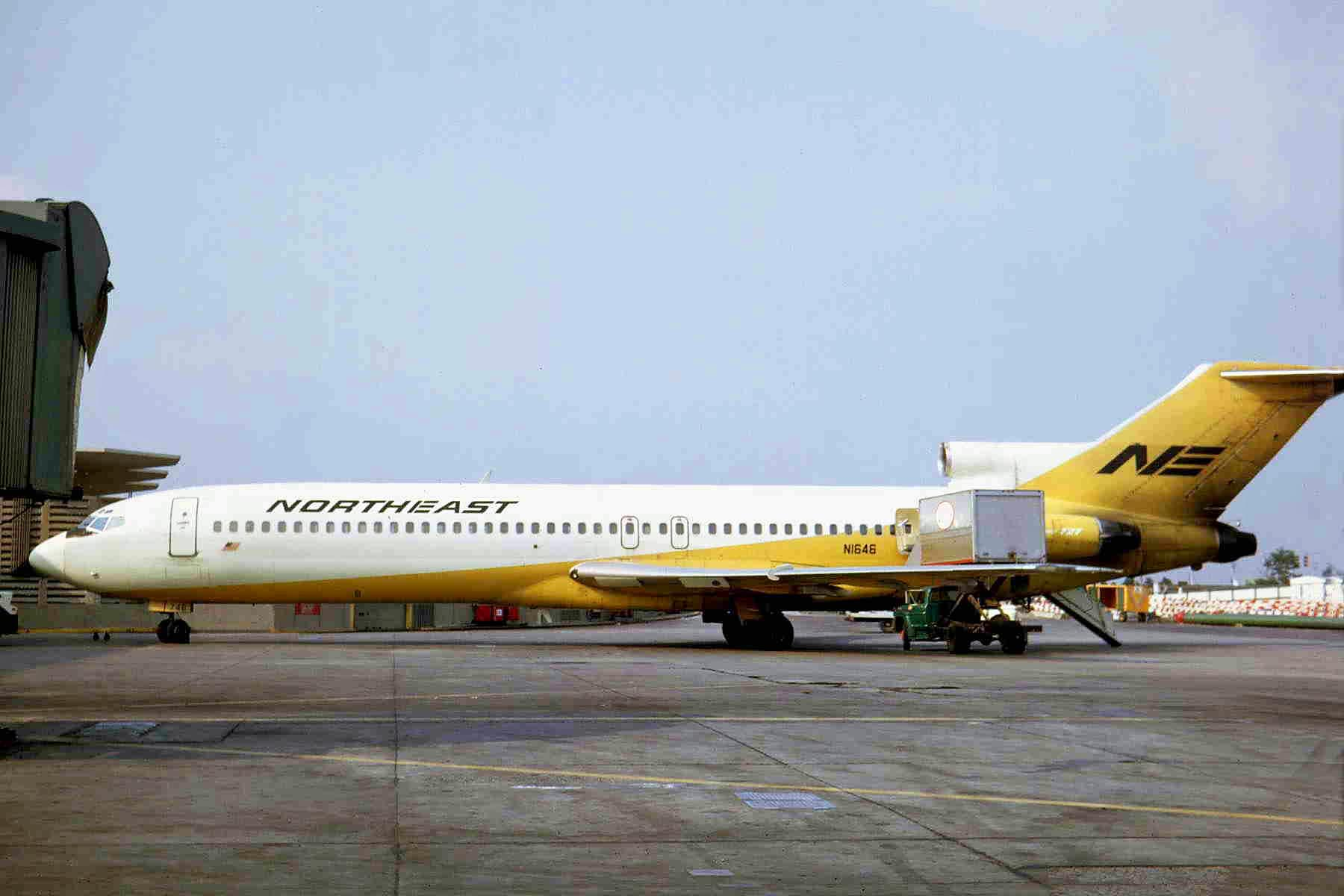
Boeing 727 der Northeast Airlines, New York/JFK 1970

- Boeing 707 (1959 bis 1961 geleast von TWA)
- Boeing 727-100 und 727-200
- Douglas DC-9-10 und DC-9-30
- Convair CV-240
- Convair CV-880
- Convair CV-990 (1967 bis 1968 geleast von American Airlines)
- Curtiss C-46A und C-46F
- Douglas DC-3
- Douglas DC-4 (kurzzeitig geleast)
- Douglas DC-6B
- Fairchild-Hiller FH-227
- Fokker F-10
- Lockheed Modell 10
- Stinson Reliant (genutzt als Schulflugzeuge)
- Stinson SM-6000
- Vickers Viscount 789

## Zwischenfälle
Von 1949 zur Fusion mit Delta Air Lines 1972 wurden bei Northeast Airlines 9 Totalschäden von Flugzeugen bekannt. Bei fünf davon kamen 91 Menschen ums Leben. Vollständige Liste:
- Am 11. August 1949 verunglückte eine Convair CV-240 (Luftfahrzeugkennzeichen NC91241) bei der Landung auf dem Flughafen Portland. Alle 28 Insassen überlebten. Das Flugzeug wurde als Totalverlust abgeschrieben. Ursache war die unbeabsichtigte Aktivierung des Umkehrschubs noch vor dem Aufsetzen aufgrund einer defekten Verriegelung.[6][7]

- Am 14. Januar 1952 setzte eine Convair CV-240 (N91238) rund 1100 m vor der Landebahn des Flughafens New York-LaGuardia in der Flushing Bay auf. Die drei Besatzungsmitglieder und 33 Passagiere wurden gerettet. Das Flugzeug wurde als Totalverlust verbucht.[8][9]

- Am 30. November 1954 befand sich eine Douglas DC-3 der Northeast Airlines (N17891) auf dem Weg von Laconia (New Hampshire) zum 120 km nördlich davon gelegenen Flughafen von Berlin (New Hampshire). Im Anflug auf den Berlin Regional Airport in Milan (New Hampshire) wurde die Maschine in den 1050 Meter hohen Berg Mount Success geflogen, noch 22 Kilometer südöstlich des Ziels. Bei diesem CFIT (Controlled flight into terrain) wurden der Erste Offizier und ein Mitarbeiter der Northeast Airlines getötet; der Kapitän, die Stewardess und zwei der drei Passagiere überlebten verletzt. Der Kapitän hatte zu weit vom Flughafen entfernt versucht, unter eine Wolkendecke zu gelangen, um einen Sichtanflug durchführen zu können. Außerdem befand sich die Maschine 13 Kilometer östlich des vorgesehenen Flugwegs.[10][11]

- Am 1. Februar 1957 streifte eine Douglas DC-6A (N34954) kurz nach dem Start vom Flughafen New York-LaGuardia Bäume auf Rikers Island und schlug daraufhin 60 Sekunden nach dem Abheben auf dem Boden auf. Von den 101 Personen an Bord starben 20 (siehe auch Northeast-Airlines-Flug 823).[12]

- Am 15. September 1957 wurde eine Douglas DC-3/C-53-DO der Northeast Airlines (N34417) im Anflug 1220 Meter vor dem Flughafen von New Bedford (Massachusetts) (USA) in den Boden geflogen. Sie kollidierte mit zwei Bäumen, brach auseinander, stürzte ab und wurde zerstört. Trotz einer Wolkenuntergrenze von nur 60 Metern und der Sichtweite von 1600 Metern hatte der Kapitän versucht, nach Sicht statt mittels eines ILS-Anflugs zu landen. Durch diesen CFIT (Controlled flight into terrain) wurden von den 24 Insassen 12 getötet, zwei Besatzungsmitglieder und 10 Passagiere.[13]

- Am 15. August 1958 wurde eine Convair CV-240-2 der Northeast Airlines (N90670) bei einer Sicht von nur 200 Metern in dichtem Nebel 450 Meter vor der Landebahnschwelle des Nantucket Memorial Airport (Massachusetts) in den Boden geflogen. Von den 34 Insassen kamen 25 ums Leben.[14][15]

- Am 15. November 1961 kollidierte eine landende Vickers Viscount 798D der Northeast Airlines (N6592C) auf dem Flughafen Boston-Logan (USA) mit einer Douglas DC-6B der ebenfalls US-amerikanischen National Airlines, die ohne Startfreigabe auf einer kreuzenden Bahn startete. Beitragender Faktor war die mangelhafte Überwachung der Bahnen durch die Fluglotsen. Alle 45 Insassen der Viscount, 8 Besatzungsmitglieder und 37 Passagiere, überlebten, ebenso die 30 der DC-6. Beide Flugzeuge wurden irreparabel beschädigt.[16]

- Am 24. Februar 1967 führte die Besatzung einer Douglas DC-6B der Northeast Airlines (N8224H) nach einer explosiven Dekompression eine Notlandung in New York durch. Alle 14 Insassen überlebten. Aufgrund der Schadenshöhe wurde das Flugzeug als Totalverlust abgeschrieben.[17]

- Am 25. Oktober 1968 unterschritt die Besatzung einer Fairchild FH-227 (N380NE) im Anflug auf Lebanon (New Hampshire) die Sicherheitsflughöhe und flog gegen einen Berg. Bei dem Unfall verstarben 32 der 42 Insassen.[18]